# Frozen II
Frozen II (también referida como Frozen 2) es una película de fantasía musical de animación por computadora estadounidense producida por Walt Disney Animation Studios. La 58.ª película animada producida por el estudio, es la secuela de la película Frozen de 2013 y presenta el regreso de los directores Chris Buck y Jennifer Lee, el productor Peter Del Vecho, los compositores Kristen Anderson-Lopez y Robert Lopez, y el compositor Christophe Beck. Lee también regresa como guionista, escribiendo el guion de una historia de ella, Buck, Marc E. Smith, Anderson-Lopez y Lopez, mientras que Byron Howard fue el productor ejecutivo de la película. El reparto de voz veterano Kristen Bell, Idina Menzel, Josh Gad, Jonathan Groff y Ciarán Hinds regresan como sus personajes anteriores, y se les unen los recién llegados Sterling K. Brown, Evan Rachel Wood, Alfred Molina, Martha Plimpton, Jason Ritter, Rachel Matthews y Jeremy Sisto.
Ambientada tres años después de los eventos de la primera película, la historia sigue a Elsa, Anna, Kristoff, Olaf y Sven, quienes se embarcan en un viaje más allá de su reino de Arendelle para descubrir el origen de los poderes mágicos de Elsa y salvar su reino después de que una voz misteriosa llama a Elsa.
Frozen II tuvo su estreno mundial en el Dolby Theatre de Hollywood el 7 de noviembre de 2019, y fue lanzado en los Estados Unidos por Walt Disney Studios Motion Pictures el 22 de noviembre de 2019. Tuvo la mayor apertura mundial de todos los tiempos para una película animada y pasó a recaudar $1.45 mil millones en todo el mundo, convirtiéndose en la tercera película más taquillera de 2019, la tercera película animada más taquillera de todos los tiempos y la decimocuarta película más taquillera de todos los tiempos. La película recibió críticas generalmente positivas de los críticos, ganando dos Premios Annie por Logro Sobresaliente por Efectos Animados en una Producción Animada y Logro Sobresaliente por Actuación de Voz en una Producción de Película Animada y un Premio de la Sociedad de Efectos Visuales por Simulaciones de Efectos Sobresalientes en una Película Animada. En los 92° Premios de la Academia, la película recibió una nominación a la Mejor Canción Original por "Into the Unknown".

## Argumento
Hace 24 años, el rey Agnarr de Arendelle cuenta una historia a sus hijas pequeñas, Elsa y Anna, que su abuelo, el rey Runeard, había establecido un tratado con una tribu vecina de Northuldra al construir una presa en su tierra natal, el Bosque Encantado. Sin embargo, se produce una pelea, que resulta en la muerte de Runeard y enfurece a los espíritus elementales de la Tierra, Fuego, Agua y Aire del bosque. Los espíritus desaparecen y un muro de niebla atrapa a todos en el Bosque fue encantado. El joven Agnarr apenas escapa debido a la ayuda de un salvador desconocido.
De vuelta en la actualidad, 3 años después de su coronación, Elsa celebra el otoño en el reino con Anna, Olaf el muñeco de nieve, Kristoff el cosechador de hielo y el reno de Kristoff, Sven. Una noche, cuando Elsa oye una voz misteriosa que la llama, la sigue y sin querer despierta a los espíritus elementales, lo que obliga a todos en el reino a evacuar. Grand Pabbie y la colonia Rock Troll llegan y Pabbie informa que deben arreglar las cosas descubriendo la verdad sobre el pasado.
Elsa, Anna, Olaf, Kristoff y Sven se embarcan en el Bosque Encantado, siguiendo la misteriosa voz. Después de que la niebla se separa al toque de Elsa, el Air Spirit, en forma de tornado, aparece y barre a todos en su vórtice. Elsa lo detiene, formando un conjunto de esculturas de hielo. Las hermanas descubren que las esculturas son imágenes del pasado de su padre. Se encuentran con Northuldra y una tropa de soldados Arendellianos que todavía están en conflicto entre sí. Cuando aparece el Espíritu del Fuego, Elsa descubre que el espíritu es una salamandra mágica agitada, y lo calma. Elsa y Anna arreglan una tregua entre los soldados y los Northuldra después de descubrir que su madre, la Reina Iduna, era una Northuldra que había salvado a Agnarr, un Arendelliano. Más tarde aprenden la existencia de un quinto espíritu que unirá a las personas con la magia de la naturaleza.
Elsa, Anna y Olaf continúan hacia el norte, dejando atrás a Kristoff y Sven. Pero en el trayecto estas y Olaf encuentran los restos del naufragio de sus padres y ambas se preguntan como su barco terminó ahí cuando supuestamente se había hundido cerca de las Islas del Sur, a lo que Anna menciona que pudo haber sido arrastrado por la corriente hacia Mar Oscuro, aunque Elsa se pregunta qué estaban haciendo sus padres en el Mar Oscuro, sin ninguna respuesta, Anna rápidamente les menciona que empiecen a buscar por todos lados, ya que todos los barcos de Arendelle tiene un compartimiento a prueba de agua y que tal vez ahí encuentren una pista. Finalmente Anna encuentra el compartimento y encuentran una nota escrita por su madre y un pergamino con el lenguaje de los Northuldra y un mapa con ruta hacia Ahtohallan, un río mítico que su madre les dijo que contenía todas las explicaciones del pasado. En eso Olaf menciona indirectamente que el agua tiene memoria y en eso Elsa decide usar sus poderes para intentar averiguar que fue lo que pasó y usa toda el agua alrededor del naufragio para crear una estatua de hielo de sus padres y descubren que estos habían sido atacados por algo desconocido y habían muerto en el océano, ante esta revelación, Elsa queda en estado de shock porque sus padres murieron por su causa tratando de encontrar respuestas sobre sus poderes en ese entonces, por lo que decide continuar sola y envía a Anna y Olaf a un lugar seguro. Ella se encuentra y doma el Nøkk, el espíritu del agua que guarda el mar hasta Ahtohallan. Al llegar a Ahtohallan, un glaciar, Elsa descubre que la voz que la llamaba era el recuerdo de la llamada del joven Iduna; que sus poderes eran un regalo de la naturaleza debido al acto desinteresado de Iduna de salvar a Agnarr y que Elsa es el quinto espíritu.
Luego, Elsa se entera de que la presa fue construida como una artimaña para reducir los recursos de los Northuldra, debido al disgusto del rey Runeard por la conexión de la tribu con la magia y su intención de incorporar la región a su reino. También se entera de que él fue quien inició el conflicto al matar al líder de los Northuldra a traición y por la espalda. Ante esto, Elsa rápidamente envía toda esta información a Anna antes de congelarse completamente petrificada, debido a la aventura en la parte más peligrosa de Ahtohallan, esto a su vez provoca que Olaf también se desvanezca ya que este solo podía mantenerse vivo debido a los poderes de Elsa.
Anna recibe el mensaje de Elsa y concluye que la presa debe ser destruida para que se restablezca la paz. Anna encuentra y despierta los gigantescos Espíritus de la Tierra y los atrae hacia la presa. Los gigantes arrojan rocas dirigidas a Anna que destruyen la presa, enviando una inundación por el fiordo hacia el reino. Elsa se descongela y regresa a Arendelle, desviando la inundación y salvando el reino.
A medida que la niebla desaparece, Elsa se reúne con Anna y revive a Olaf, y Anna acepta la propuesta de matrimonio de Kristoff. Elsa explica que ella y Anna son el puente entre las personas y los espíritus mágicos. Anna se convierte en la nueva Reina de Arendelle, mientras que Elsa se convierte en la protectora del Bosque Encantado que visita regularmente a Arendelle a medida que se restablece la paz.
En una escena poscréditos, Olaf visita el palacio de hielo de Elsa y le cuenta los acontecimientos que experimentó a sus hermanos Marshmallow y los Snowgies.

## Reparto
| Personaje                         | Actor original                        | Doblaje para Hispanoamérica                         | Doblaje para España                                      |
| --------------------------------- | ------------------------------------- | --------------------------------------------------- | -------------------------------------------------------- |
| Elsa                              | Idina Menzel                          | Carmen Sarahí                                       | Ana Esther Alborg (diálogos) Gisela (canciones)          |
| Elsa                              | Mattea Conforti (niña)                | Maia Francini                                       | Anastasia Azaranka Ayuso                                 |
| Elsa                              | Eva Bella (archivo de Frozen)         | Mariana Flores Núñez                                | Alejandra Alemany                                        |
| Anna                              | Kristen Bell                          | Romina Marroquín Payró                              | Laura Pastor (diálogos) Carmen López Pascual (canciones) |
| Anna                              | Hadley Gannaway (niña)                | Victoria Céspedes Legarreta                         | Lucía Pérez                                              |
| Anna                              | Livvy Stubenrauch (archivo de Frozen) | Andrea Gómez                                        | Valeria Candeira Balas                                   |
| Olaf                              | Josh Gad                              | David Filio                                         | Miguel Antelo                                            |
| Kristoff                          | Jonathan Groff                        | José Gilberto Vilchis                               | Javier Lorca (diálogos) Erik Cruz (canciones)            |
| Rey Agnarr                        | Alfred Molina                         | Raúl Anaya                                          | Eduardo del Hoyo                                         |
| Rey Agnarr                        | Jackson Stein (joven)                 | José Luis Pérez Piedra                              | Rodri Martín                                             |
| Reina Iduna                       | Evan Rachel Wood                      | María Inés Guerra (diálogos) Leslie Gil (canciones) | Isabel Valls                                             |
| Reina Iduna                       | Delaney Rose Stein (joven)            | Regina Tiscareño                                    | Elena Palacios                                           |
| Voz del Viento del Norte (Sirena) | Aurora Aksnes                         | Aurora Aksnes                                       | Aurora Aksnes                                            |
| Pabbie                            | Ciarán Hinds                          | Héctor Lama Yazbek                                  | Javier Franquelo                                         |
| Bulda                             | Maia Wilson                           | Simone Brook                                        | Yolanda Pérez Segoviano                                  |
| Teniente Matthias                 | Sterling K. Brown                     | Salvador Reyes                                      | Roberto Encinas                                          |
| Yelana                            | Martha Plimpton                       | Rebeca Patiño                                       | Isabel Donate                                            |
| Rey Runeard                       | Jeremy Sisto                          | Oscar Bonfiglio                                     | Rafael Azcárraga                                         |
| Ryder                             | Jason Ritter                          | Arturo Castañeda Mendoza                            | Luis Miguel Cajal                                        |
| Honeymaren                        | Rachen Matthews                       | Berenice Esquivel                                   | Olga Velasco                                             |
| Líder de los Northuldra           | Alan Tudyk                            | Erick Selim                                         | José Escobosa                                            |
| Oaken                             | Chris Williams                        | Idzi Dutkiewicz                                     |                                                          |
| Marshmallow                       | Paul Briggs                           | Juan Carlos Tinoco                                  | Pedro Tena                                               |
| Hans                              | Santino Fontana (archivo de Frozen)   | Hugo Serrano                                        | David Robles                                             |
| Duque de Weselton                 | Alan Tudyk (archivo de Frozen)        | Roberto Carrillo                                    | Miguel Zúñiga                                            |

## Producción

### Desarrollo
En marzo de 2014, cuando se le preguntó sobre las secuelas de la primera película, el productor Peter Del Vecho dijo que Chris Buck, Jennifer Lee y él "trabajamos muy, muy bien juntos, así que creo que estaremos desarrollando un nuevo proyecto. Pero no sé qué es eso en este momento". A finales de abril de ese año, el presidente de Walt Disney Studios, Alan Frederick Horn, declaró que una secuela no se estaba considerando seriamente porque en ese momento la prioridad del estudio era el musical planificado de Broadway, que también requirió que Robert Lopez y Kristen Anderson-Lopez escribieran canciones adicionales.
Cuando se le preguntó en mayo de 2014 sobre una secuela, el director ejecutivo de Disney, Bob Iger, le dijo al presentador David Faber que Disney no "exigiría una secuela" o "forzaría la narración de historias", porque si lo hiciera, correría el riesgo de crear algo no tan bueno como la primera película. Iger también expresó la esperanza de que la franquicia Frozen "sea algo para siempre para la compañía" similar a El Rey León.
En junio, Lee confirmó que el entonces director creativo John Lasseter les había otorgado expresamente a ella y a Buck la libertad de explorar lo que les apasionaba: "Todavía no sabemos qué es... En realidad vamos a comenzar desde cero. Será algo completamente nuevo". Años después, Lee y Buck revelaron que realmente habían comenzado a desarrollar una película completamente nueva no relacionada con Frozen. Pero durante el otoño de 2014, mientras trabajaban en el cortometraje Frozen Fever, se dieron cuenta de cuánto echaban de menos a los personajes. Mientras tanto, Del Vecho había estado aceptando compromisos para hablar en todo el mundo, donde los fanáticos lo acribillaron con preguntas sin responder en la primera película. En noviembre de 2014, Lee, Buck y Del Vecho acordaron que aún no estaban listos para dejar atrás el mundo de Arendelle, y comenzaron a discutir la posibilidad de una secuela. Buck más tarde explicó: "Lo único que hicimos de inmediato fue descubrir qué sería satisfactorio para Anna y Elsa al final de la película". Pronto llegaron al final y pasarían los próximos cinco años tratando de "ganar": Anna se convertiría en reina y Elsa sería libre.
El 12 de marzo de 2015, en la reunión anual de accionistas de Disney en San Francisco, Iger, Lasseter y el actor Josh Gad (la voz de Olaf) anunciaron oficialmente una secuela de larga duración, Frozen 2, en desarrollo en Disney, con Buck y Lee regresa como director y Del Vecho regresa como productor. Lasseter dijo que en Disney Animation, "como con Pixar, cuando hacemos una secuela, es porque los cineastas que crearon el original han creado una idea tan buena que es digna de estos personajes". Dijo que en el caso de Frozen, los directores habían "ideado una gran idea para una secuela y escucharán mucho más al respecto, y los llevaremos de regreso a Arendelle". Según el periódico Los Angeles Times, hubo un "debate interno considerable" en Disney sobre si proceder con una secuela de Frozen en Disney Animation, pero el éxito sin precedentes de la primera película aparentemente influyó en los ejecutivos de Disney para hacer una secuela.
En una entrevista de septiembre de 2017 con The Arizona Republic, Menzel confirmó que regresaría por su papel un par de semanas después de completar su gira de conciertos; ella dijo, "ni siquiera me han enviado un guion".
El 28 de septiembre, Gad anunció su papel en la secuela con Buck, Lee, Del Vecho y Lasseter.
Jonathan Groff (la voz de Kristoff) dijo a principios de julio de 2017: "Todavía no sé nada más que estoy a punto de comenzar a grabar mi sección". El 11 de octubre, confirmó en el programa de entrevistas británico Lorraine que él también había comenzado a grabar para la secuela el mes anterior.
En una entrevista de octubre de 2017 con CinemaBlend, Bell dijo que también habrá algunos personajes nuevos. Dijo además que los directores y los productores habían "tomado su viaje a Noruega" y habían tomado "toda la cultura" para hacer esta "película casera divertida". Agregó que Lee había redactado diarios personales en personajes como Elsa y Anna "durante meses para tratar de descubrir [lo que dirían]". Del viaje de investigación de Escandinavia, el equipo de producción obtuvo la importante percepción (como lo parafrasea la revista Animation) de que "Elsa es claramente una heroína mítica que se enfrenta al mundo y los problemas del mundo con poderes sobrenaturales, mientras que Anna es una heroína de cuento de hadas que es humana y vive en un mundo rodeado de magia, pero ella tampoco posee magia". También se dieron cuenta de que lo que hace que el Frozen original sea tan poderoso es cómo combina estos dos tipos diferentes de historias.
En marzo de 2018, Lee dijo en una entrevista que estaba haciendo el segundo borrador de seis borradores, a los que se refirió como "seis proyecciones". En julio de 2018, se anunció que Evan Rachel Wood y Sterling K. Brown habían entrado en conversaciones para unirse al elenco en papeles no revelados. En agosto de 2018, Allison Schroeder, guionista de Hidden Figures y Christopher Robin de Disney, fue contratada para ayudar a Lee a escribir el guion de la película después de que Lee sucedió a Lasseter como director creativo de Disney Animation. Lee fue acreditado como guionista. Schroeder fue acreditado con material de guion adicional. La primera presentación de escenas completas de la película se mostró en el Festival Internacional de Cine de Animación de Annecy en junio de 2019. En la presentación de Annecy, la jefa de animación Becky Bresee y la jefa de animación de efectos Marlon West dijeron que a mediados de junio de 2019, la película "todavía estaba en producción, con siete semanas de animación por completar y 10 semanas de efectos especiales".
En la D23 Expo 2019, los directores dijeron que la secuela responderá las preguntas que dejó la película original; "¿Por qué Elsa tiene poderes mágicos?", "¿Por qué Anna nació sin poderes?", "¿A dónde iban sus padres cuando su barco se hundió?", Y se abordarán más. Se anunció que el papel de Brown es un soldado en el ejército de Arendelle que trabajó para el abuelo de Elsa y Anna, el Rey Runeard, y Wood anunció que su papel se mostraría en retrospectiva y que ayudaría a "descubrir algunos misterios que no conocíamos antes".
A lo largo de la producción de la película, los cineastas colaboraron con expertos Samis en la representación de la tribu ficticia Northuldra. Se formó un grupo asesor, Verdett. Esta colaboración fue el resultado de un acuerdo entre The Walt Disney Company, el Consejo Saami transnacional y los parlamentos sami de Finlandia, Noruega y Suecia.
Además, mientras algunos fanáticos hicieron campaña para que Elsa recibiera un interés amoroso femenino en la película, Anderson-Lopez confirmó que Elsa no tendrá interés amoroso en la película. Más tarde, Lee le explicó a Maureen Dowd que habían sometido a los personajes a las pruebas de Myers-Briggs, y "realmente me di cuenta de que Elsa no está lista para una relación".
Durante una conferencia de prensa para la película, Lee confirmó que la secuela no presentaría elementos de la historia de Once Upon a Time's Frozen, ya que ella "hizo hincapié en ciertas cosas para no ver" mientras desarrollaba la película.

### Animación
La película fue producida por un equipo de aproximadamente 800 personas, de las cuales 80 eran animadores. Tony Smeed y Becky Bresee juntos fueron los jefes de animación de la película. Hyun-Min Lee sirvió como supervisor de animación para Anna, mientras que Wayne Unten nuevamente sirvió como supervisor de animación para Elsa.
Antes de que comenzara la animación, Unten mostró varias escenas de superhéroes como Frozono a los animadores que trabajan en Elsa como ejemplos de lo que no se debe emular. Los movimientos de Elsa en la secuela se modelaron a partir de sus movimientos elegantes en la primera película, y también se inspiraron en la danza moderna, especialmente el trabajo de Martha Graham.
Según la diseñadora de coproducción Lisa Keene, los animadores hicieron "muchas obras de arte" para definir el diseño de Nøkk, mientras que Steve Golberg, el supervisor de efectos visuales de la película, dijo que la animación de Nøkk requería colaboraciones entre varios departamentos de animación, artistas y técnicos, y dijo que el tiempo para definir el diseño de Nøkk tomó al menos 8 meses de producción de la película. El equipo de animación tenía como objetivo dar al Nøkk una apariencia más estable que el océano como se muestra en Moana. Según el supervisor de efectos Erin Ramos, la apariencia líquida de Nøkk fue desarrollada por el equipo de efectos de la película, que dijo que era "para que [el] Nøkk se sintiera como una criatura fuerte y tormentosa". Según Marlon West, jefe de animación de efectos de la película, a los animadores se les dieron "las herramientas para actuar con una plataforma finalmente invisible que se parecía a un pequeño cometa", así como la vieja tecnología de encuadre de claves, para representar el personaje de Gale.
Para crear el espíritu del viento Gale, se inventó una nueva herramienta llamada Swoop. Esto requirió que cuatro (y a veces cinco) departamentos diferentes tuvieran que cooperar en la animación del personaje, con los animadores trabajando con retroalimentación en tiempo real.
La simulación del agua se hizo para ser más realista que en Moana, pero algunos de los elementos de la película eran tan realistas que se sentían inconsistentes al lado de los personajes, por lo que tuvieron que ser más estilísticos.
Crear el efecto de ráfaga fue tan difícil para los animadores que los directores decidieron que Elsa habría perfeccionado una capa de permafrost para Olaf en la segunda película.
Según Smeed, los Gigantes de la Tierra "tuvieron un largo proceso de manipulación" para que los personajes se movieran sin "[ver] roca sólida penetrando roca sólida", mientras que Marlon West, jefe de animación de la película, dijo que el equipo de efectos de la película tenían el objetivo de generar "rocas que se caigan de las articulaciones a medida que se mueven", aunque tuvieron que tener cuidado para evitar que las rocas distraigan a la audiencia.
Tras la revelación del cartel teaser, Gad anunció que el copo de nieve en él tiene "bastantes sorpresas". En julio de 2019, el astrofísico estadounidense Neil deGrasse Tyson planteó un problema de que "los cristales de agua tienen una simetría hexagonal" seis veces "mostrada correctamente en la película anterior, pero este cartel muestra cuatro en su lugar. El director Lee, en respuesta, dijo que no es realmente un copo de nieve. Más tarde, se reveló en la película que estos cuatro bordes representan los cuatro espíritus elementales, mientras que su centro representa el quinto espíritu; Elsa.
Según Bell, los animadores jugaron bromas al elenco. Cuando visitó Disney Animation para ver las primeras versiones de sus escenas, los animadores agregaron flatulencias audibles a una escena en la que Anna y Elsa estaban juntas en la cama, y en otra escena en la que se suponía que Anna saltaría entre los acantilados, no lo logró.
La última secuencia de animación importante completada antes de que el equipo de producción bloqueara la imagen fue "Show Yourself", el número musical espectacular en el que Elsa entra a Ahtohallan y finalmente descubre todos los secretos que ha estado buscando. Del Vecho dijo que la secuencia "requería todos los recursos en el estudio" para terminar la película a tiempo. López reveló que el primer borrador de "Show Yourself" era muy diferente de la versión final: "[E] a todos nos encantó, pero tuvimos que darle forma. Cuando vimos la primera ronda de imágenes y luego la vimos en la película, todos acordaron que los cambios debían ocurrir. Y fue de ida y vuelta durante meses: ahora son cuatro minutos y 20 segundos y tiene un gran final. Se transformó mucho y fue difícil".

### Música
Kristen Anderson-Lopez y Robert Lopez regresaron de la primera película para escribir nuevas canciones para la secuela, mientras que Christophe Beck volvió a componer la partitura de la película. La banda sonora se lanzó oficialmente el 15 de noviembre, una semana antes del estreno en cines de la película.

## Estreno
Frozen II tuvo su estreno mundial en el Dolby Theatre de Hollywood el 7 de noviembre de 2019 y fue lanzada ampliamente el 22 de noviembre de 2019 por Walt Disney Studios Motion Pictures. Se estableció previamente para el 27 de noviembre de 2019. Fue lanzada en Australia y Nueva Zelanda el 28 de noviembre de 2019.
El 11 de abril de 2019, se anunció que se lanzará una serie documental complementaria en el servicio de transmisión de Disney+ dentro de su primer año titulada Into the Unknown: Making Frozen 2.
El 17 de enero de 2020, se lanzó una nueva edición de la canción.

### Localización
Frozen II fue localizada a través de Disney Character Voices International Inc. en 46 idiomas por su lanzamiento original en el teatro, cinco más que el primer capítulo de la franquicia, originalmente publicado en 42 idiomas. Tras el éxito de las versiones localizadas de la primera película, que condujeron al lanzamiento de un álbum completo con todas las versiones oficiales de "Let It Go" lanzadas en ese momento, así como doblajes especiales lanzados para la película Moana, que se reunió en el espacio de dos años desde su lanzamiento, un Tahitian, un maorí y una versión hawaiana, se lanzó un doblaje especial de Sami del Norte para Frozen 2 con el título Jikŋon 2. El Instituto Internacional de Cine Sami, que se hizo cargo de la producción del doblaje sami, había pedido previamente, en 2013, que doblara Frozen, pero Disney rechazó su solicitud. Frozen II es la tercera película en recibir un doblaje especial dedicado a la fuente principal de inspiración para una película de Disney: antes de Moana, una versión en zulú de El rey león fue lanzada en 1994. La película también recibió un doblaje tamil y télugu, a pesar de que Frozen aún no ha sido doblada en estos idiomas, mientras que no se emitieron versiones en malayo e indonesio, aunque existen doblajes en estos idiomas para la primera película.

### Marketing
Disney lanzó el primer avance de la película el 13 de febrero de 2019. El avance fue visto 116.4 millones de veces en sus primeras 24 horas, convirtiéndose en el segundo avance de película animada más visto en ese período de tiempo, superando el récord de Los Increíbles 2 (113.6 millones de visitas). El segundo tráiler debutó durante el programa Good Morning America de ABC el 11 de junio de 2019. El tercer tráiler también fue lanzado en GMA, el 23 de septiembre. Disney UK lanzó un cuarto tráiler el 14 de octubre.
Disney se asoció con 140 marcas en todo el mundo para promocionar Frozen 2, el número más alto de todas las películas animadas de Disney. En el mercado estadounidense, Disney comercializó fuertemente la película a través de una variedad de socios internos y externos. Los socios de marketing de Disney desplegaron aproximadamente "250 millones de puntos de contacto" (es decir, objetos de marca) en el sector minorista de Estados Unidos en preparación para el lanzamiento de la película. Para apoyar la campaña de marketing masivo de la película, los miembros principales del reparto hicieron numerosas apariciones en público y en muchos programas de televisión. Durante el mes de noviembre, los horarios de los miembros principales del reparto estaban tan llenos de apariencias que, según las palabras de Bell, "volamos en helicóptero a Disneylandia porque es el momento, no está allí".
Además del estreno mundial, Disney Animation celebró dos eventos separados para los medios de comunicación estadounidenses: el 6 de septiembre de 2019, Disney Animation organizó un día de preestreno temprano en su sede en Burbank, y el 9 de noviembre de 2019 (el sábado después del estreno), Disney Animation celebró una conferencia de prensa en el Hotel W de Hollywood. Aunque Lee tiene miedo a volar, se unió a Buck y Del Vecho en una gira de prensa mundial para promocionar la película.
La cadena de supermercados del Reino Unido, Iceland, promovió la película como parte de su anuncio de Navidad de 2019, además de tener una nueva y exclusiva escena corta realizada por Walt Disney Animation Studios, que muestra las cosas favoritas de Olaf y Elsa sobre la Navidad. Menzel, Gad y Groff también fueron entrevistados en una edición de Children in Need de The One Show el 15 de noviembre.

### Versión Casera
Frozen II fue lanzado por Walt Disney Studios Home Entertainment en HD digital y 4K el 11 de febrero de 2020, seguido de un lanzamiento Blu-ray Ultra HD, Blu-ray y DVD el 25 de febrero.
Inicialmente se anunció que la película se lanzaría en Disney+ el 26 de junio de 2020. Sin embargo, el 13 de marzo de 2020, Disney anunció que, en medio de la pandemia de COVID-19, la película se lanzaría en Disney+ tres meses antes de lo anunciado originalmente. Se puso a disposición en Disney+ el 15 de marzo en los Estados Unidos y el 17 de marzo en Canadá, los Países Bajos, Australia y Nueva Zelanda. La película debía ser lanzada originalmente en Disney+ en el Reino Unido el 17 de julio. Sin embargo, la fecha se adelantó, debutando en Disney+ en el Reino Unido e Irlanda el 2 de julio, dos semanas antes de lo esperado. Con el lanzamiento de Disney+ Hotstar en India el 3 de abril de 2020, la película también estuvo disponible en India en varios idiomas.

## Recepción

### Taquilla
Al 15 de marzo de 2020, Frozen II ha recaudado $477.4 millones en los Estados Unidos y Canadá, y $972.7 millones en otros territorios, para un total mundial de $1450 mil millones. Deadline Hollywood calculó que la ganancia neta de la película fue de $599 millones, al factorizar todos los gastos e ingresos.
En los Estados Unidos y Canadá, la película se estrenó junto a A Beautiful Day in the Neighborhood y 21 Bridges, y se proyectó que recaudaría entre 90 y 135 millones de dólares de los 4440 teatros en su primer fin de semana. En su primer fin de semana, la película se presentó en 2500 salas 3D, 400 salas IMAX, 800 pantallas premium de gran formato y 235 salas mejoradas D-Box/4D. Ganó $42.2 millones en su primer día, incluidos $8.5 millones de las previsualizaciones del jueves, un récord para una película animada en noviembre. Luego debutó con $130.3 millones, la apertura más alta para una película animada en el mes y la quinta mejor en general. En su segundo fin de semana, la película recaudó $85.6 millones (incluyendo un récord de $126.3 millones durante el fin de semana de Acción de Gracias de cinco días), quedando en primer lugar. Luego ganó $34.7 millones el siguiente fin de semana, terminando primero por tercera semana consecutiva. Finalmente fue destronado en su cuarto fin de semana por Jumanji: El Siguiente Nivel.
Durante su fin de semana de estreno, la película también recaudó $228.2 millones de 37 mercados extranjeros para un debut mundial total de $358.5 millones, el segundo más alto para un título animado, hasta que fue superado por Super Mario Bros.: la película con 377 millones. Las cifras notables incluyen el aterrizaje de la mejor apertura de todos los tiempos para una foto animada en el Reino Unido ($17.8 millones) y Francia ($13.4 millones), el mayor comienzo para un título de Pixar o Disney Animation en China ($53 millones), Japón ($18.2 millones), Alemania ($14.9 millones) y España ($5.8 millones), y la tercera mayor apertura de la industria de cualquier película en Corea del Sur ($31.5 millones). En su segundo fin de semana en el Reino Unido, la película trajo $11.4 millones, con lo que su total bruto allí fue de $35.3 millones. A partir del 16 de febrero de 2020, los 10 mercados internacionales con mayor recaudación de la película fueron China ($122.3 millones), Japón ($121.2 millones), Corea del Sur ($97.3 millones), Reino Unido ($69.4 millones), Alemania ($60.1 millones), Francia ($57.3 millones), Rusia ($33 millones), México ($28.8 millones), Brasil ($28.9 millones) y Australia ($27.3 millones).
Según Disney (que no considera que la nueva versión de El Rey León de 2019 sea una película animada), Frozen II es la película animada más taquillera de todas (hasta que fue superada por Inside Out 2 en 2024) , superando a la primera Frozen.

### Crítica
En Rotten Tomatoes, la película tiene una calificación de aprobación del 77% basada en 336 reseñas, con una calificación promedio de 6.7/10. El consenso crítico del sitio dice: "Frozen II no puede recuperar la sensación de su predecesor, pero sigue siendo una aventura deslumbrante hacia lo desconocido". En Metacritic, la película tiene una puntuación promedio ponderada de 64 de 100, basada en 47 críticos, lo que indica "críticas generalmente favorables". El público encuestado por CinemaScore le dio a la película una calificación promedio de "A–" en una escala de A+ a F, mientras que aquellos en PostTrak le dieron un promedio de 4.5 de 5 estrellas, con un 71% diciendo que definitivamente lo recomendarían.
Manohla Dargis de The New York Times le dio a la película una crítica positiva, diciendo: "Como suele ser cierto en la animación, Frozen 2 se eleva más alto cuando abarca la abstracción, como en un número con un vacío de tono negro que evoca entretenidamente Under the Skin de Jonathan Glazer". Al escribir para MovieWeb, Julian Roman dijo que la película "es un viaje más oscuro, pero iluminado con impresionantes animaciones y sorprendentes escenas de acción. Hay suficiente buen humor para equilibrarse en medio de una avalancha de nuevas canciones". Nell Minow de RogerEbert.com, le dio a la película 3.5 de 4 estrellas y dijo: "Frozen II tiene una paleta otoñal, con rojizo y dorado preparando el escenario para un tono inesperadamente elegíaco en el seguimiento de uno de los más queridos de Disney características animadas". Ben Travis, de la Revista Empire, le dio a la película un 4 de 5 estrellas, declarando: "Lo mejor de la primera película, los personajes y la música, una vez más cantan en una secuela con frecuencia deslumbrante, aunque con defectos narrativos, que es mejor ser sensorial que tener sentido". Peter Travers de Rolling Stone también le dio a la película un 4 de 5 estrellas, y dijo: "el deleite y el deslumbramiento de este seguimiento helado lo lleva a casa a un clímax que debería tener audiencias jadeando por una parte III". Todd McCarthy de The Hollywood Reporter dio una crítica positiva de la película, diciendo: "Frozen 2 tiene todo lo que esperarías: nuevas canciones pegadizas, más tiempo con personajes fáciles de usar, fondos llamativos, pequeños chistes lindos, un viaje de descubrimiento trama y empoderamiento femenino en abundancia, excepto lo inesperado". Simran Hans de The Guardian le dio a la película un 4 de 5 estrellas y dijo: "Las hermanas intentan sanar los pecados del pasado en un seguimiento conmovedor que toca el cambio climático y tiene al menos una gran canción". Kristen Page-Kirby de The Washington Post le dio a la película un 2 de 4 estrellas y escribió: "Sí, Frozen II es una decepción en comparación con el original. Pero también es una desilusión deslucida por sí misma, una pálida sombra de lo que es podría haber sido. Es difícil ver cómo el mismo equipo que hizo algo tan genial en 2013 pudo ofrecer algo así que, no hay otra palabra para eso, tibio".

## Premios y nominaciones
| Premio                                     | Fecha de la ceremonia   | Categoría                                                          | Nominado(s)                                                                                    | Resultado | Ref(s)          |
| ------------------------------------------ | ----------------------- | ------------------------------------------------------------------ | ---------------------------------------------------------------------------------------------- | --------- | --------------- |
| Premios Óscar                              | 9 de febrero de 2020    | Mejor canción original                                             | Kristen Anderson-Lopez y Robert Lopez (por "Into the Unknown")                                 | Nominada  | [ 116 ]         |
| ADG Excellence in Production Design Award  | 1 de febrero de 2020    | Excelencia en el diseño de producción de una película de animación | Michael Giaimo                                                                                 | Nominada  | [ 117 ]         |
| Alliance of Women Film Journalists Awards  | 10 de enero de 2020     | Mejor película animada                                             | Frozen II                                                                                      | Nominada  | [ 118 ]         |
| Alliance of Women Film Journalists Awards  | 10 de enero de 2020     | Mejor mujer animada                                                | Kristen Bell                                                                                   | Nominada  | [ 118 ]         |
| Alliance of Women Film Journalists Awards  | 10 de enero de 2020     | Mejor mujer animada                                                | Idina Menzel                                                                                   | Nominada  | [ 118 ]         |
| American Cinema Editors                    | 17 de enero de 2020     | Mejor montaje en largometraje animado                              | Jeff Draheim                                                                                   | Nominada  | [ 119 ]         |
| Annie Awards                               | 25 de enero de 2020     | Mejor película animada                                             | Peter Del Vecho                                                                                | Nominada  | [ 120 ]         |
| Annie Awards                               | 25 de enero de 2020     | Mejores efectos animados                                           | Benjamin Fiske, Alex Moaveni, Jesse Erickson, Dimitre Berberov, Kee Nam Suong                  | Ganadora  | [ 120 ]         |
| Annie Awards                               | 25 de enero de 2020     | Mejor animación de personaje en un filme animado                   | Andrew Ford                                                                                    | Nominada  | [ 120 ]         |
| Annie Awards                               | 25 de enero de 2020     | Mejor diseño de personaje en un filme animado                      | Bill Schwab                                                                                    | Nominada  | [ 120 ]         |
| Annie Awards                               | 25 de enero de 2020     | Mejor dirección en un filme animado                                | Jennifer Lee, Chris Buck                                                                       | Nominada  | [ 120 ]         |
| Annie Awards                               | 25 de enero de 2020     | Mejor música en un filme animado                                   | Christophe Beck (partitura), Frode Fjellheim, Kristen Anderson-Lopez, Robert Lopez (canciones) | Nominada  | [ 120 ]         |
| Annie Awards                               | 25 de enero de 2020     | Mejor doblaje en un filme animado                                  | Josh Gad                                                                                       | Ganadora  | [ 120 ]         |
| Annie Awards                               | 25 de enero de 2020     | Mejor guion en un filme animado                                    | Jennifer Lee                                                                                   | Nominada  | [ 120 ]         |
| Premios BAFTA                              | 2 de febrero de 2020    | Mejor película de animación                                        | Chris Buck, Jennifer Lee y Peter Del Vecho                                                     | Nominada  | [ 121 ]         |
| Critics' Choice Awards                     | 12 de enero de 2020     | Mejor película de animación                                        | Frozen II                                                                                      | Nominada  | [ 122 ]         |
| Critics' Choice Awards                     | 12 de enero de 2020     | Mejor canción                                                      | Kristen Anderson-Lopez y Robert Lopez (por "Into the Unknown")                                 | Nominada  | [ 122 ]         |
| Globos de Oro                              | 5 de enero de 2020      | Mejor película animada                                             | Frozen II                                                                                      | Nominada  | [ 123 ]         |
| Globos de Oro                              | 5 de enero de 2020      | Mejor canción original                                             | Kristen Anderson-Lopez y Robert Lopez (por "Into the Unknown")                                 | Nominada  | [ 123 ]         |
| Music City Film Critics Association Awards | 10 de enero de 2020     | Mejor película animada                                             | Frozen II                                                                                      | Nominada  | [ 124 ]         |
| Music City Film Critics Association Awards | 10 de enero de 2020     | Mejor canción original                                             | Kristen Anderson-Lopez y Robert Lopez (por "Into the Unknown")                                 | Nominada  | [ 124 ]         |
| Premio del sindicato de productores        | 18 de enero de 2020     | Mejor producción de una película animada                           | Frozen II                                                                                      | Nominada  | [ 125 ]         |
| Satellite Awards                           | 19 de diciembre de 2019 | Mejor canción original                                             | Kristen Anderson-Lopez y Robert Lopez (por "Into the Unknown")                                 | Nominada  | [ 126 ] [ 127 ] |
| Visual Effects Society Awards              | 29 de enero de 2020     | Mejores efectos visuales en película animada                       | Steve Goldberg, Peter Del Vecho, Mark Hammel, Michael Giaimo                                   | Nominada  | [ 128 ]         |
| Visual Effects Society Awards              | 29 de enero de 2020     | Mejor personaje animado en película animada                        | Svetla Radivoeva, Marc Bryant, Richard E. Lehmann, Cameron Black (por "The Water Nøkk")        | Nominada  | [ 128 ]         |
| Visual Effects Society Awards              | 29 de enero de 2020     | Mejor ambiente en película animada                                 | Samy Segura, Jay V. Jackson, Justin Cram, Scott Townsend (por "Giants' Gorge")                 | Nominada  | [ 128 ]         |
| Visual Effects Society Awards              | 29 de enero de 2020     | Mejor efecto de simulación en película animada                     | Erin V. Ramos, Scott Townsend, Thomas Wickes, Rattanin Sirinaruemarn                           | Ganadora  | [ 128 ]         |
| Kid's Choice Awards Nickelodeon            | 2 de mayo de 2020       | Película animada favorita                                          | Frozen 2                                                                                       | Ganadora  |                 |
| Kid's Choice Awards Nickelodeon            | 2 de mayo de 2020       | Voz masculina favorita de una película animada                     | Josh Gad (Olaf)                                                                                | Ganadora  |                 |
| Kid's Choice Awards Nickelodeon            | 2 de mayo de 2020       | Voz femenina favorita de una película animada                      | Indina Menzel (Elsa)                                                                           | Nominada  |                 |
| Kid's Choice Awards Nickelodeon            | 2 de mayo de 2020       | Voz femenina favorita de una película animada                      | Kristen Bell (Anna)                                                                            | Nominada  |                 |

## Secuela
El 8 de febrero de 2023, el CEO de Disney Bob Iger anunció que una tercera entrega de Frozen está en progreso. Josh Gad confirmó poco después que él regresaría como la voz de Olaf.